# Dichelomorpha borneensis
Dichelomorpha borneensis är en skalbaggsart som beskrevs av Brenske 1894. Dichelomorpha borneensis ingår i släktet Dichelomorpha och familjen Melolonthidae. Inga underarter finns listade i Catalogue of Life.